# Metro van Bangalore
De metro van Bengaluru (Kannada: ಬೆಂಗಳೂರು ಮೆಟ್ರೊ) of Namma Metro (Kannada: ನಮ್ಮ ಮೆಟ್ರೊ, onze metro) is een metrosysteem in de stad Bengaluru, in Karnataka, India. De autoriteit die verantwoordelijk is voor de aanleg is de Bangalore Metro Rail Corporatie Ltd (BMRCL). Het eerste stuk tussen Baiyyappanahalli en M.G.-weg werd op 20 oktober 2011 in gebruik genomen. Het ging om een lijn van 7 km met zeven stations. De metro verlichtte de verkeersdruk in gebieden als Majestic (busstation Kempegowda en het station van Bengaluru), Sampigeroad, het Hudsonsquare en de M.G.road.

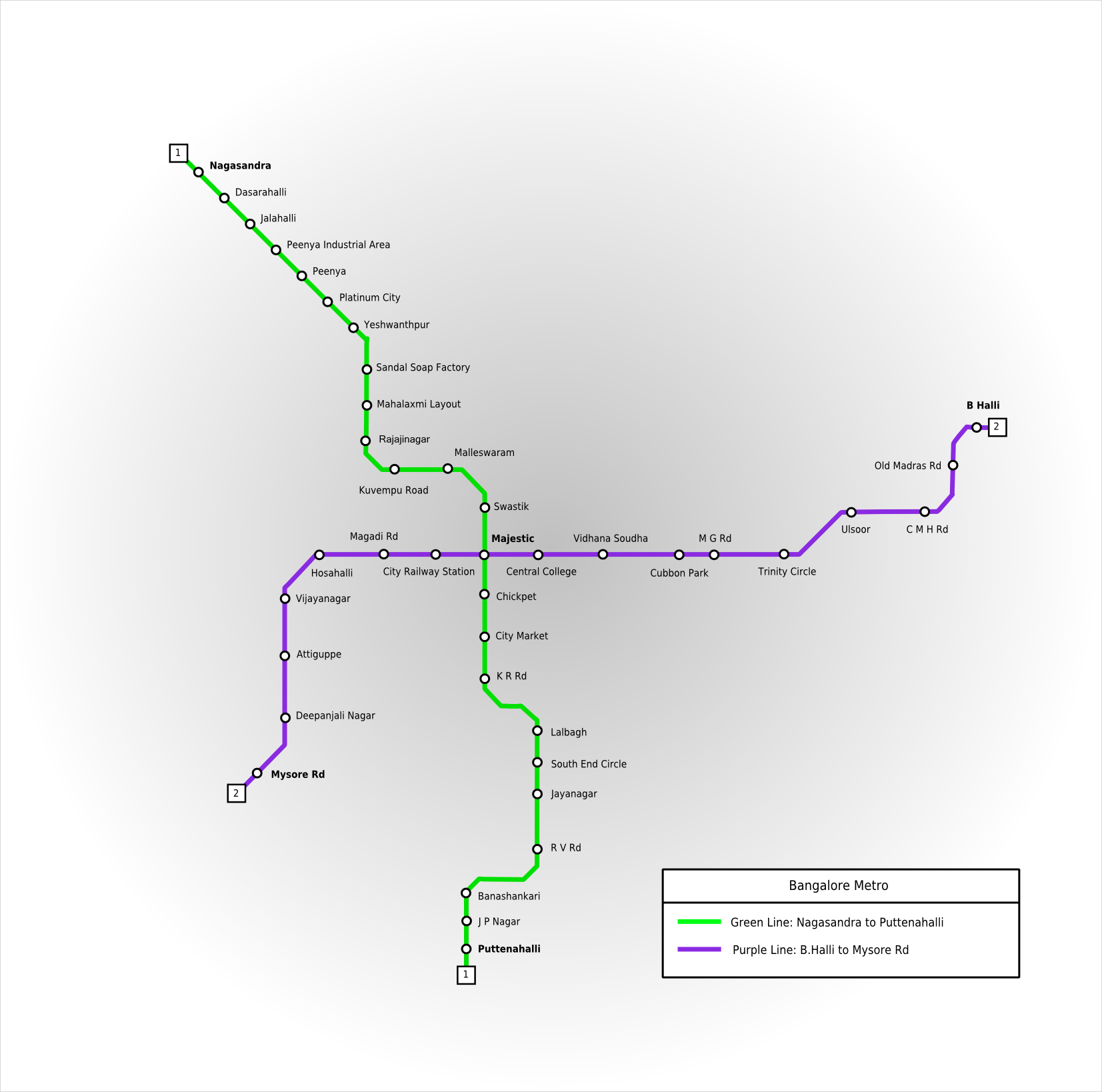
Kaart van de eerste fase van Namma Metro

In de eerste fase kwamen tussen 2014 en 2017 verschillende delen gereed. In 2017 bestond de metro uit twee lijnen, veertig stations en in totaal 42 kilometer aan spoor. 8,8 km van de 42,3 km netwerk lag toen ondergronds, de rest verhoogd boven straatniveau. Van de veertig stations waren er zeven ondergronds, een op straatniveau en 32 verhoogd. In 2018 maakten dagelijks zo'n 400.000 passagiers gebruik van Namma Metro, op jaarbasis ging het om 131,7 miljoen metrogebruikers.
Een tweede fase omvat uitbreidingen aan de twee bestaande lijnen telkens aan beide eindpunten, en de bouw van drie nieuwe lijnen. Men hoopte een uitbreiding van elke bestaande lijn in 2020 te kunnen openen, en een andere uitbreiding, samen met de drie nieuwe lijnen tegen 2023 gereed te hebben. Deze planning werden niet gehaald.